# ريدي بلاير وان (رواية)
ريدي بلاير وان أو جاهز أيها اللاعب الأول، هي رواية خيال علمي صدرت في العام 2011 للكاتب إرنست كلاين وهي أول رواية له.

## نُبذة
في 2012، حصدت الرواية جائزة الكس من جمعية اتحاد خدمات كتاب الشباب أحد اقسام جمعية المكتبات الأمريكية وفاز بجائزة بروميثيوس في العام 2012.
باع كلاين حقوق نشر الرواية في حزيران / يونيه 2010 ، بعد حرب مزايدة على الحقوق فازت مجموعة التاج للنشر احدي الشركات التابعة لدار النشر (راندوم هاوس). وتم نشر الرواية في 16 أغسطس عام 2011. الرواية المسموعة تمت بصوت ويل ويتون الذي يحدث أيضا أنه أحد شخصيات الرواية وهو يتنصب نائب رئيس الواحة.
تم تحويل الرواية إلى فيلم بنفس العنوان من إخراج ستيفن سبيلبرغ و بطولة تاي شيريدان، وتم إطلاقه في مارس 2018. الفيلم من توزيع وارنر برذرز.